# Andrea Parker
Andrea Nicole Parker (Monterey megye, Kalifornia, 1970. március 8.–) amerikai színésznő.
Tizennyolc évesen abbahagyta a balettet, hogy színésznő lehessen. Több televíziós sorozatban is szerepelt néhány epizód erejéig, például a Vészhelyzet-ben, az Egy rém rendes család-ban és a JAG – Becsületbeli ügyek-ben. Ezután jött az ismertséget adó szerep: Miss Parker A Kaméleon-ban. A sorozat utolsó epizódjait 2000-ben, a sorozat alapján készült két filmet pedig 2001-ben forgatták.
A másik nagy sorozatszerepe a hazánkban nem túl ismert Less Than Perfect című szituációs komédia-ban Lydia Weston megformálása 2002-2006 között. Az utóbbi években fellépett számos televíziós showban és egy-két epizód erejéig szerepelt olyan sorozatokban, mint A mentalista, A nevem Earl és a CSI: Miami helyszínelők.

## Részleges filmográfia
| Év   | Magyar cím                     | Eredeti cím                          | Szerep                       | Megjegyzés              |
| ---- | ------------------------------ | ------------------------------------ | ---------------------------- | ----------------------- |
| 2002 |                                | Less Than Perfect                    | Linda Weston                 | Filmsorozat (81 epizód) |
| 2001 | Kaméleon - A rejtelmek szigete | The Pretender: Island of the Haunted | Miss Parker/Catherine Parker | TV film                 |
| 2001 | Kaméleon - A renegát           | The Pretender 2001                   | Miss Parker/Catherine Parker | TV film                 |
| 1996 | Kaméleon                       | The Pretender                        | Miss Parker/Catherine Parker | Filmsorozat (86 epizód) |
| 1995 | JAG – Becsületbeli ügyek       | JAG                                  | Caitlin Pike hadnagy         | Filmsorozat (5 epizód)  |
| 1994 | Vészhelyzet                    | ER                                   | Linda Farrel                 | Filmsorozat (10 epizód) |
| 1989 | Egy rém rendes család          | Married with children                | Go-go táncos                 | Filmsorozat (2 epizód)  |
| 1988 | Parádés páros                  | Rented Lips                          | Táncos/Nővér                 | film                    |